# Cobla (estrofa)
La cobla es la estrofa básica de la poesía trovadoresca medieval en occitano. Martín de Riquer la define como la "unidad métrica cuyo número de versos y situación de rimas se repiten en las diversas partes de una poesía, y que al propio tiempo es también una unidad melódica".
No tiene una extensión fija: oscila nada menos que entre los 3 versos y los 44 (las más largas conocidas, en un poema de Peire Cardenal), pero predominan las de 8, 9 y 10 versos. 
Según la distribución de la rima, las coblas pueden ser:
1. Unissonans (monorrimas): si todas las estrofas tienen idéntica rima.
2. Dissolutas: son una variedad de las unissonans, con la peculiaridad de que el primer verso de cada estrofa tiene una rima diferente.
3. Singulars: si cada cobla tiene su propia rima.
4. Doblas: cuando presentan la misma rima cada dos coblas (1.ª y 2.ª, 3.ª y 4.ª, etc.)
5. Ternas: cuando tienen la misma rima cada tres coblas (1.ª, 2.ª y 3.ª; 4.ª, 5.ª y 6.ª, etc.)
6. Quaternas: cuando tienen la misma rima cada cuatro.
7. Alternadas (denominación moderna): las coblas pares siguen una rima y las impares otra.
8. Retrogradadas (denominación moderna): la rima de cada cobla aparece invertida en la siguiente (ejemplo: I: abcd, II: dcba).
9. Capcaudadas: la rima final de una cobla es la primera rima de la siguiente.
10. Capfinidas: en el primer verso de cada cobla aparece una palabra del último verso de la anterior.
11. Capdenals: cuando varios versos de una misma cobla tienen el mismo inicio.

Del occitano cobla deriva el término castellano copla.
- Datos: Q2636531